# Mirosternus duplex
Mirosternus duplex là một loài bọ cánh cứng thuộc họ Ptinidae.